# Калинкин, Георгий Алексеевич
Георгий Алексеевич Кали́нкин (1 апреля 1915, с. Каменка, Пензенская губерния, Российская империя — 18 ноября 1983, Ленинград, СССР) — советский живописец, член Ленинградского Союза художников.

## Биография
Георгий Алексеевич Калинкин родился 1 апреля 1915 года в селе Каменка Пензенской губернии. В 1931—1936 учился в Астраханском художественном техникуме у П. Власова. В 1936 поступил на живописный факультет Ленинградского института живописи, скульптуры и архитектуры Всероссийской Академии художеств. Занимался у А. Карева. В 1941 после начала Великой Отечественной войны ушёл с последнего курса добровольцем в армию. Прошёл всю войну, отмечен орденами «Отечественной войны» 1-й и 2-й степени, медалями «За отвагу», «За победу над Германией».
После демобилизации вернулся к учёбе и в 1947 окончил институт по мастерской Р. Р. Френца с присвоением квалификации художника живописи. Дипломная работа — картина «Юный М. Горький на Волге» (Музей Российской Академии художеств в Петербурге, авторский вариант в Институте русской литературы Российской Академии наук). Одновременно с 1945 по 1956 работал в студии военных художников имени М. Грекова. В 1947—1953 преподавал в Ленинградской Средней художественной школе.
Участвовал в выставках с 1947 года, экспонируя свои работы вместе с произведениями ведущих мастеров изобразительного искусства Ленинграда. Писал исторические, батальные и жанровые картины, портреты, пейзажи. Среди основных произведений картины «На месте былых боёв» (1949), «На реке», «Пейзаж» (обе 1951), «Эскадренный миноносец „Сталин“ на рейде Североморска», «Детство М. Калинина», «В губе Долгой», «Северное море» (все 1954), «У острова Кильдин. Белая ночь», «В море» (обе 1955), «У причала», «Первый снег» (обе 1956), «Пейзаж с голубой лодкой» (1965), «В. И. Ленин с крестьянами», «У пирса» (обе 1966), «Сушат сети» (1967), «Утро» (1968), «Молодёжная бригада» (1969), «Вернулись с моря» (1971), «У стен Рейхстага» (1972), «Былое. Невская дубровка», «Первая борозда» (обе 1974) и другие. Персональные выставки произведений Г. Калинкина были показаны в Праге (1956) и Ленинграде (1976).
Скончался 18 ноября 1983 года в Ленинграде на 69-м году жизни.
Произведения Г. А. Калинкина находятся в музеях и частных собраниях в России и за рубежом.

## Выставки
- 1951 год (Ленинград): Выставка произведений ленинградских художников.
- 1951 год (Ленинград):  «Выставка произведений ленинградских художников 1951 года» в Государственном Русском музее.
- 1958 год (Ленинград): Осенняя выставка произведений ленинградских художников.
- 1976 год (Москва): Изобразительное искусство Ленинграда.
- 1984 год (Ленинград): Подвигу Ленинграда посвящается. Выставка произведений ленинградских художников, посвящённая 40-летию полного освобождения Ленинграда от вражеской блокады.
- 1985 год (Ленинград): 40 лет Великой победы. Выставка произведений художников - ветеранов Великой Отечественной войны.